# خاکا
خاکا (به اسپانیایی: Jaca) یک دهستان در اسپانیا است که در استان اوئسکا واقع شده‌است. خاکا ۴۰۶٫۳۴ کیلومتر مربع مساحت و ۱۳٬۳۹۶ نفر جمعیت دارد و ۸۲۰ متر بالاتر از سطح دریا واقع شده‌است.

## خواهرخوانده
شهرهای الچه، آلمریا و اولورون-سنت-ماری خواهرخوانده‌های خاکا هستند.